# فلسفة إفريقية

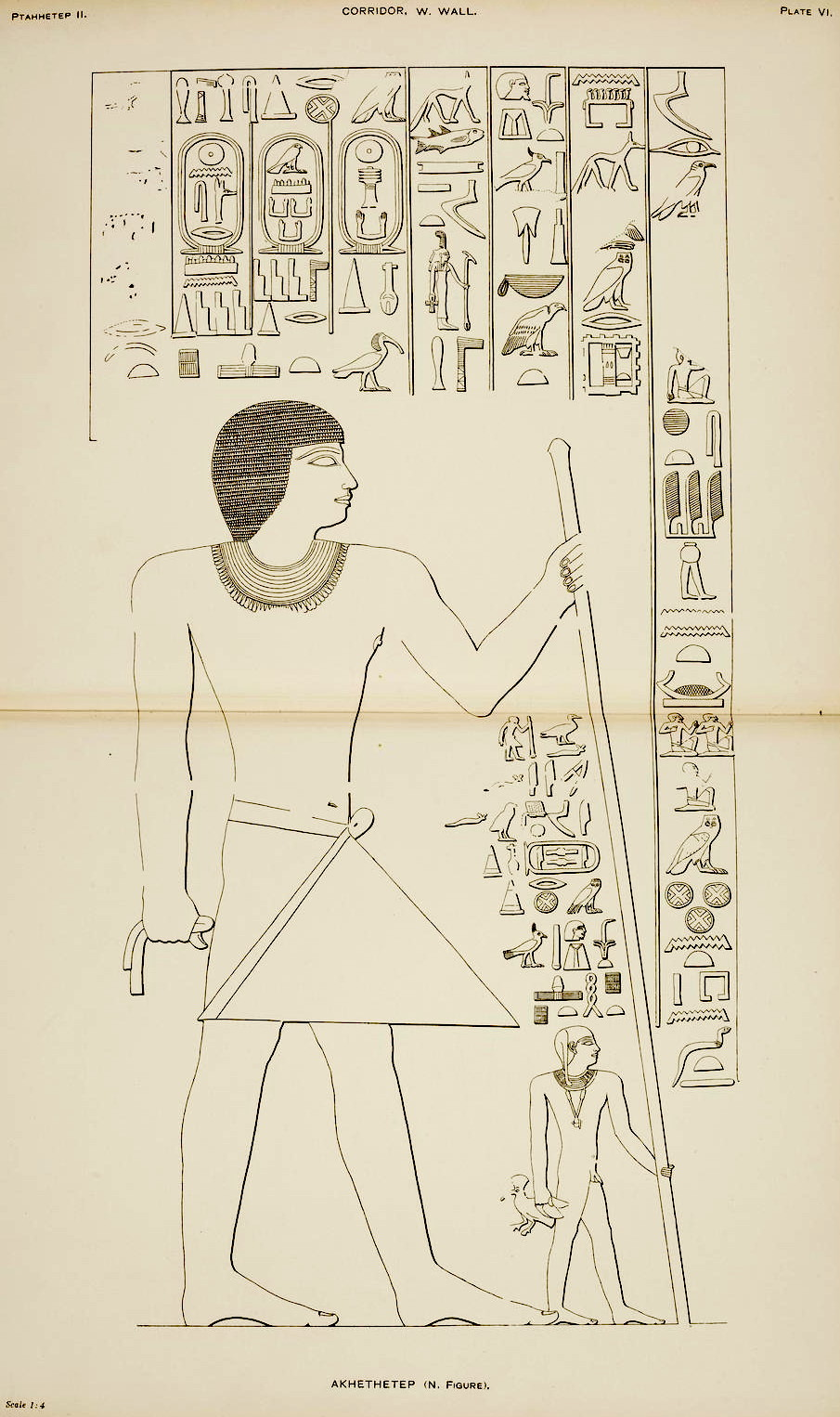
بتاح حتب أقدم الفلاسفة المعروفين وصاحب كتاب أمثال بتاح حتب وهو أول عمل في الفلسفة السياسية في التاريخ كما يعتبره بعض الباحثين أول من كتب كتابا في التاريخ.

الفلسفة الإفريقية هي المسار الفلسفي الذي أنتجه السكان الأصليين لإفريقيا وسلالتهم بما في ذلك الأمريكيين الأفارقة. تقدم الفلسفة الإفريقية سلسلة واسعة من المواضيع مشابهة لمثيلاتها في الفلسفة الشرقية والفلسفة الغربية. يمكن العثور على العديد من الفلاسفة الأفارقة في عدة مجالات أكاديمية بحثية في الفلسفة، مثل ما وراء الطبيعة ونظرية المعرفة والأخلاقيات والفلسفة السياسية. أحد الموضوعات الأساسية التي تناولها الفلاسفة الأفارقة هو موضوع الحرية وماذا يعني أن تكون حرا وأن تشعر بالكلية. للفلسفة في إفريقيا تاريخ طويل ومتنوع، كما فُقد الكثير منها على مر التاريخ. أول الفلاسفة الأفارقة المعروفين هو بتاح حتب، وهو فيلسوف مصري قديم. في أول ومنتصف القرن العشرين، كان للحركات المناهضة للاستعمار تأثير هائل على تطور فلسفة سياسية إفريقية مستقلة لها صدى سواء على الفلسفة القارية (في إفريقيا) أو الشتات الإفريقي حول العالم. أحد الأمثلة الشهيرة عن الأعمال الفلسفية الاقتصادية التي نشأت في هذه الفترة هي فلسفة الاشتراكية الإفريقية التي نشأت في تنزانيا وفي أجزاء أخرى من جنوب شرق إفريقيا. لقد حظيت هذه التطورات الفلسفية الإفريقية الاقتصادية والسياسية بتأثير هائل على الحركات المناهضة للاستعمار لشعوب غير إفريقية عديدة حول العالم.

## أساليب الفلسفة الإفريقية
الطريقة الشيوعية: هذا الاسلوب ينتشر في كثير من الفلسفات والأيدولوجيات ويعبر الاسلوب الشيوعي عن فكرة التبادل وعدم الإمتلاك الفردي لمقدرات وثروات الأمم وهذا ما يميز الفلسفة الإفريقية عن غيرها من الفلسفات المختلفة، وقد يسمي «التبادل» بمعني المنفعة المتبادلة القائمة على التكافؤ. النوع الموجود في التعبير الكلاسيكي لأوبونتو: 'الشخص هو شخص من خلال شخص آخر'
اسلوب التكامل: وكانت تلك الطريقة تتواجد بكثرة عند Innocent Asouzu ويتحدث ذالك الاسلوب عن الارتباط المفقود. بمعني البحث عن التكامل بين الكثير من المتغيرات. ومن بين الفلاسفة الأفارقة الذين اتبعوا هذا الاسلوب التكاملي في الفلسفة: Mesembe Edet و Ada Agada و Jonathan Chimakonam وغيرهم.
اسلوب المحادثة: هذا الاسلوب يتم استخدامه فيما يشبه جلسات العصف الذهني حيث يعتمد علي المحادثة بين أطراف مختلفة في المذهب والتفكير الفلسفي وفي الأخير يتم الخروج بنتيجة واحده تكون أكثر كمالا، يكون فيها حزب مسمي nwa-nsa (المدافع أو المؤيد) وحزبًا آخر يدعى nwa-nju (المُشكِّل أو الخصم).

## الأنواع

### الفلسفة القديمة

#### شمال إفريقيا
في شمال إفريقيا، كان مفهوم ماعت مفهوما محوريا في تطور فلسفة مصر القديمة التي شملت مصر والسودان، والتي يمكن ترجمتها حرفيا إلى «العدالة» أو «الحقيقة» أو ببساطة «ما هو صحيح». أحد أقدم أعمال الفلسفة السياسية في التاريخ هو أمثال بتاح حتب والتي كان تدرس إلى أطفال المدرسة المصريين لقرون.
قدم الفلاسفة المصريون أيضا إسهامات مهمة للفلسفة الهلنستية والفلسفة المسيحية. في الثقافة الهلنستية، أسس مدرسة الأفلاطونية المحدثة الفلسفية بالغة التأثير الفيلسوف المصري القديم أفلوطين في القرن الثالث الميلادي.

#### غرب إفريقيا
إن أحد أبرز التقاليد الفلسفية القديمة في غرب إفريقيا هو تقليد يوروبا الفلسفي والرؤية العالمية الفريدة التي برزت منها طوال آلاف السنوات من التطور. لقد كانت بعض المفاهيم الفلسفية محورية في هذا النظام مش أومولوابي، كما كانت كلية عناصرها محتواة في ما يُعرف بينا اليوروبا باسم الديانة اليوروبية. كانت فلسفات أكانيون وقبيلة الدوجون وسيرر ومملكة داهومي أيضا ذات أهمية كبيرة.

#### القرن الإفريقي
في القرن الإفريقي، هناك العديد من المصادر التي توثق تطور فلسفة إثيوبية مستقلة من الألفية الأولى فصاعدا. تبرز أهم الأمثلة من هذا التقليد من أعمال فيلسوف القرن السابع عشر زيرا ياكوب وأعمال أتباعه. ناقش ياكوب في أعماله الدين والأخلاق والوجود. توص ياكوب إلى الاعتقاد بأن كل شخص سيؤمن بأن إيمانه هو الصحيح وأن كل الناس خُلقوا سواسية.

#### إفريقيا الجنوبية
في إفريقيا الجنوبية وجنوب شرق إفريقيا، حظي تطور فلسفة بانتو البارزة والتي تناولت طبيعة الوجود والكون وعلاقة البشر بالعالم بعدما أصبح بهجرة بانتو أكبر تأثير على التطور الفلسفي للمناطق المذكورة، بالإضافة إلى تطور فلسفة الأوبونتو كمثال جدير بالذكر والذي نشأ من هذه النظرة العالمية.

#### وسط إفريقيا
تم التعرف على العديد من التقاليد الفلسفية من وسط إفريقيا قبل هجرة بانتو إلى جنوب وسط إفريقيا، كما تم التعرف على السمات المميزة للعديد من شعوب نيلي والشعوب السودانية، وهو ما أدى في النهاية إلى نشأة الآراء العالمية المستقلة المتمثلة في مفاهيم الزمن، وخلق العالم، والطبيعة الإنسانية، والعلاقة الصحيحة بين البشر والطبيعة بكثرة في ميثولوجيا دينكا وميثولوجيا ماساي وغيرهما من التقاليد المشابهة.

#### الشتات الإفريقي
تم التعرف أيضا على بعض التقاليد الفلسفية للشتات الإفريقي قديما، والتي أنتج معظمها سلالة الأفارقة في أوروبا والأمريكتين. أحد فلاسفة الشتات الإفريقي الجديرين بالذكر هو أنثوني ويليام آمو والذي تم أخذه كعبد من أووكينو في ما يُعرف اليوم باسم غانا، وترعرع وتعلم في أوروبا حيث تحصل على الدكتوراه في الطب والفلسفة، ولاحقا أصبح أستاذا جامعيا في الفلسفة في جامعة هال وجامعة ينا في ألمانيا.